# Ancona (kip)
De Ancona is een Italiaans kippenras dat vernoemd is naar de gelijknamige stad in Italië, waarvandaan het ras halverwege de negentiende eeuw door de Engelsen werd meegenomen naar Groot-Brittannië. Het kreeg daar al snel bekendheid vanwege de prima legcapaciteit. Via Engeland werd het ras vervolgens geëxporteerd naar andere delen van de wereld.

## Kenmerken
Ancona's hebben een lange rug, een middelhoog gedragen staart en lange, brede staartveerpennen. Het ras wordt gefokt in de kleuren zwart-witgepareld en blauw-witgepareld. De eerstgenoemde is de oorspronkelijke en meest gewaardeerde kleur. Ancona's zijn actieve kippen, maar worden niet snel handtam. Ze kunnen goed vliegen. Deze kippen bestaan ook in kriel vorm. 